# Beaconsfield (Victoria)

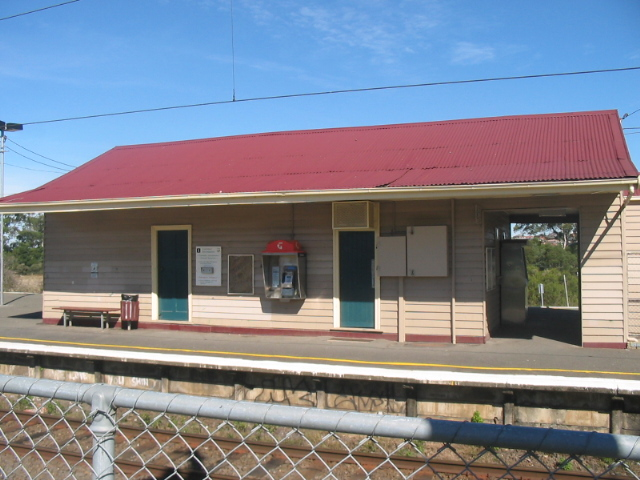
Bahnhof von Beaconsfield, 2006

Beaconsfield ist ein Stadtteil im Südosten der australischen Metropole Melbourne, etwa 46 km vom Stadtzentrum entfernt. 2016 hatte er eine Einwohnerzahl von 6.714.
Die Geschichte von Beaconsfield begann mit der Eröffnung eines Postamts im Jahre 1878. Ein Jahr später wurde der Ort an das Eisenbahnnetz angeschlossen. Der Stadtteil ist nach Benjamin Disraeli, dem 1. Earl of Beaconsfield, benannt.
Heute gibt es in Beaconsfield ein kleines Einkaufszentrum. 